# Древо (ансамбль)

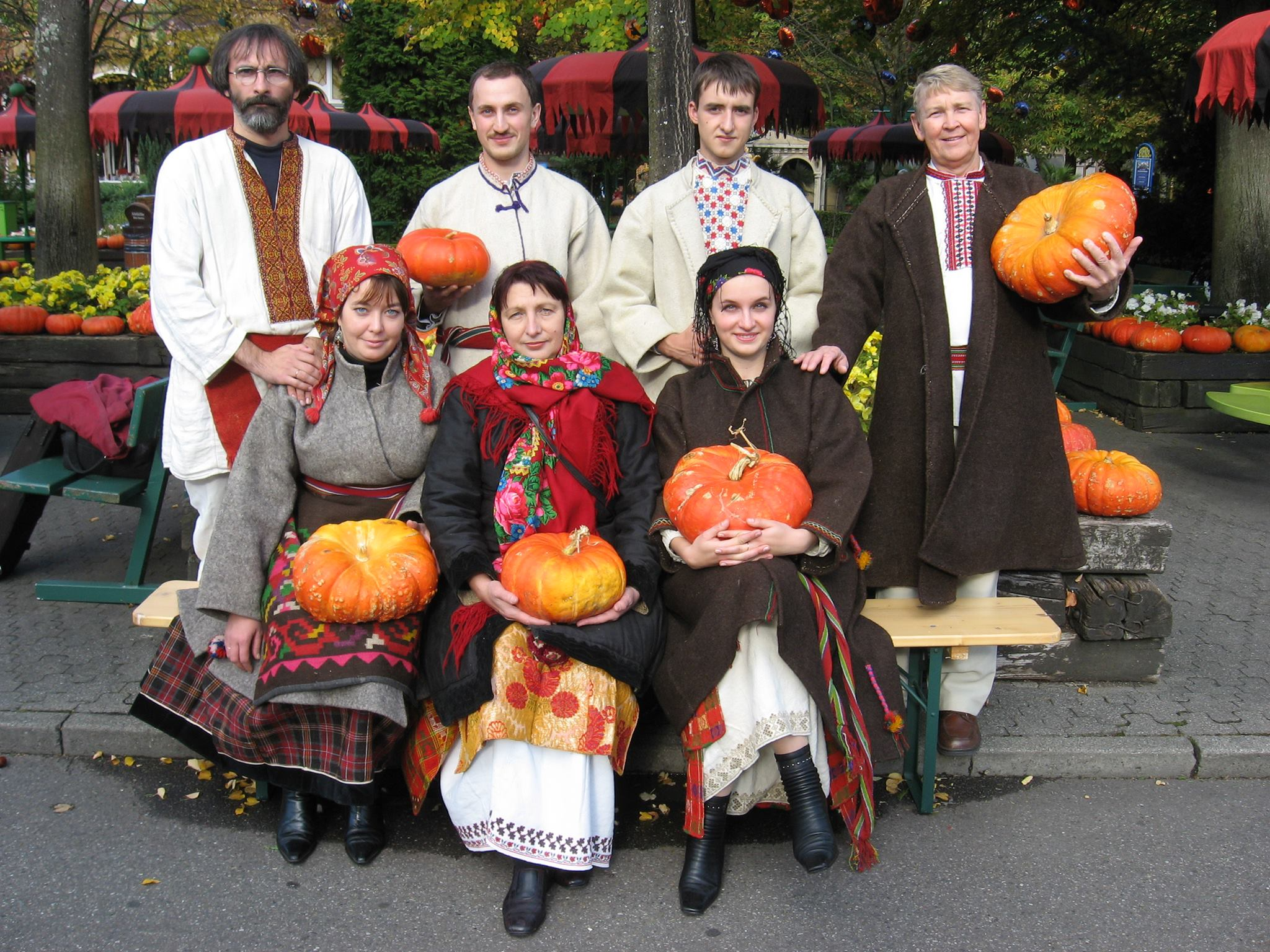
Ансамбль «Древо» во время гастролей в Германии (2009)

Древо — киевский фольклорный ансамбль, занимающийся изучением и воспроизведением традиционной музыки ряда этнографических регионов Украины.

## История ансамбля
Основателем и руководителем ансамбля является фольклорист, профессор Киевской консерватории Евгений Васильевич Ефремов. «Древо» существует с 1979 года и своей деятельностью вдохновил многих украинских фольклористов, фактически став основателем нового направления в музыкальной культуре Украины, близкое по духу к реконструкторскому движению (среди коллективов, возникших по примеру «Древа» — фольклорные ансамбли «Божичі», «Гуляйгород», «Муравський шлях», «Буття», «Гуртоправці», «Гілка», «Дике поле», «Серпанок» и многие другие).

## Дискография
- 1990 — Пісні рідної землі (аудіокасета). — К.: Кобза, 1990 (разом з ансамблем «Слобожани»)
- 1995 — КОБ-С012: CD — Musiques Tradіtionnelles d’Ukraine, Partie 2. — Paris: Silex, 1995, CD Y225216 (7 пісень)
- 1997 — Eastern Voices, Northern Shores (1 пісня у вик. «Древо») 'V Music of Eastern Europe. — New York, Ellipsis Art. 1997, CD 3571
- 1998 — Drewo: piesni z Ukrainy. — Warszawa: Koka, 1998, — 028 CD, 035 CD-11
- 2001 — Рай розвився. Християнські мотиви в українському фольклорі. — К., 2001
- 2001 — Опромінені звуки [Разом з тріо О.Нестерова]. — CD 037-S-009-1. — Київ: Симфокар, 2001
- 2002 — Дивосвіт полтавської пісні: Автентичний фольклор України. — NRCU 004. — Київ, 2002 (3 пісні)
- 2002 — Древо: Пісні з України. — Warszawa: Кока 2002, 032CD-8
- 2003 — Зберімося, роде. — Ч. 1: Володар, одчиняй ворота. — OBERIG ХХІ 044-0-021-2. — К., 2003 (разом з гуртом «Володар»)
- 2003 — Ой, давно-давно… / © І. Клименко. — К., 2003 (разом з гуртами «Гуртоправці», «Володар»)
- 2005 — Зберімося, роде. — Ч. 2. / © І. Клименко. — OBERIG XXI 045-0-022-2. — К. 2005 (разом з гуртами «Отава», «Володар», «Дике поле», «Гуртоправці»).
- 2008 — «Ой, там за морями… ДРЕВО: сільська традиційна музика» — CD-аудіоальбом, 2007